# Нусбаум (Бітбург-Прюм)
Нусбаум (нім. Nusbaum) — громада в Німеччині, розташована в землі Рейнланд-Пфальц. Входить до складу району Бітбург-Прюм. Складова частина об'єднання громад Зюдайфель.
Площа — 17,16 км². Населення становить 432 ос. (станом на 31 грудня 2020).

## Галерея

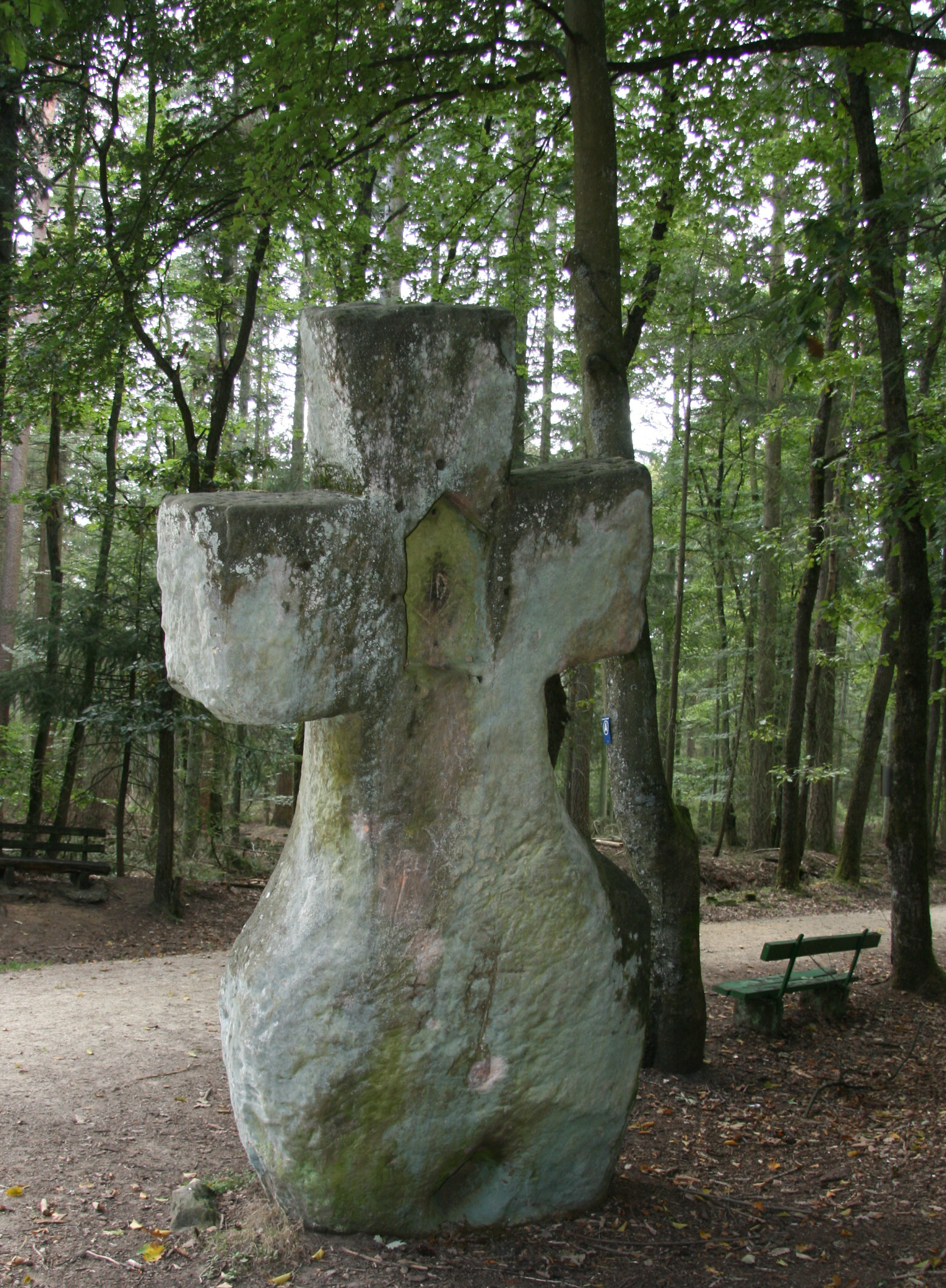
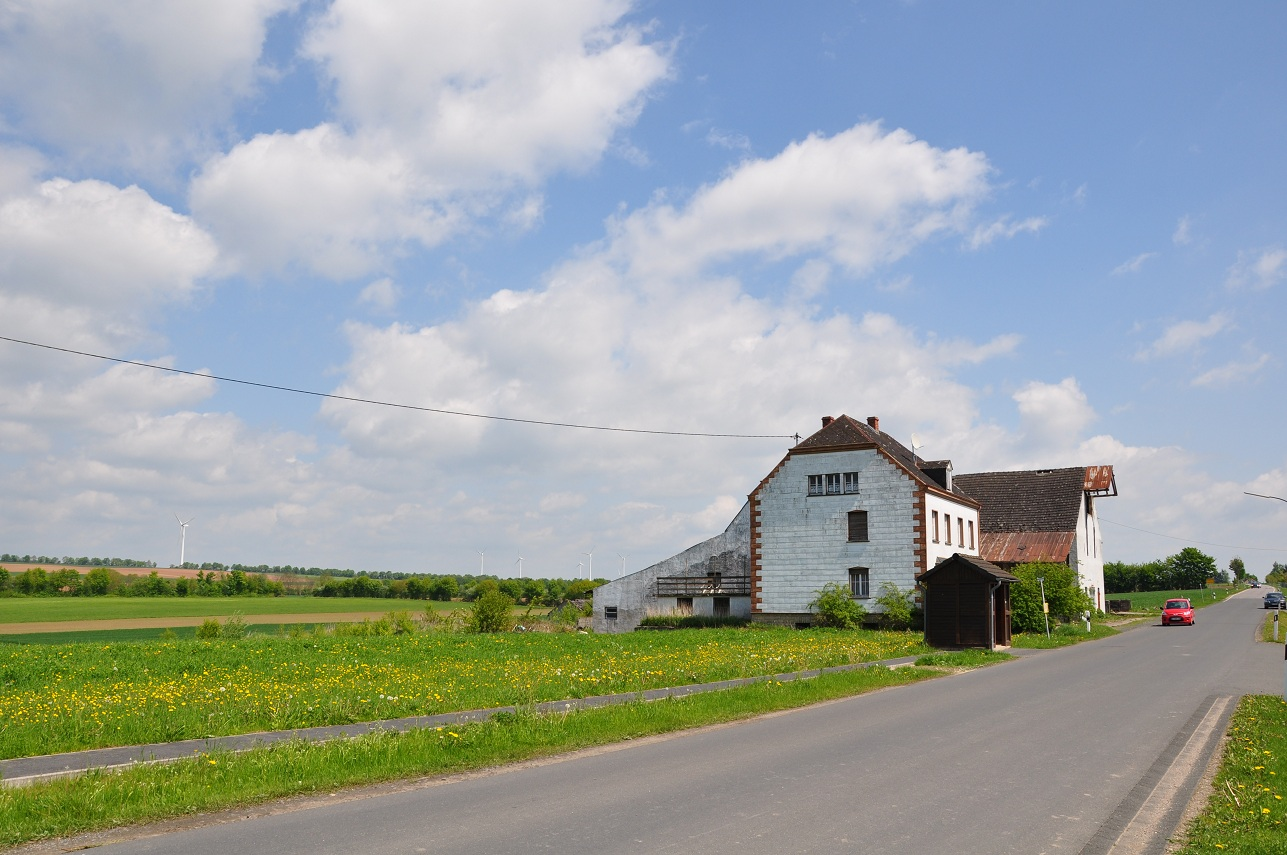